# Swinging Latin Nights
Swinging Latin Nights è un album di artisti vari pubblicato dalla United Artists Records nel 1958. Sulla copertina è accreditato a Luis Barreiro e The Peanut Vendors, featuring Charlie Palmieri, Johnny Pacheco ed Eddie Costa.

## Tracce
Lato A
1. St. Louis Blues (cha tango) – 2:05 (W.C. Handy)
2. Swing Low, Sweet Mambo – 2:15 (Gilbert, Jackson)
3. The Donkey Serenade (merengue) – 2:43 (Bob Wright, George Forrest, Rudolf Friml)
4. Pacheko in Venice (cha cha) – 3:11 (Gilbert, Jackson)
5. Baya (meremgue) – 1:54 (Gilbert, Jackson)
6. That Old Feeling (cha cha) – 3:12 (Sammy Fain, Lew Brown)

Durata totale: 15:20
Lato B
1. Chicago (cha cha) – 2:40 (Fisher)
2. Rafaela (merengue) – 3:11 (Chet Amsterdam, Luis Barreiro)
3. The Peanuts Vendor (mambo) – 2:27 (Marion Sunshine, Wolfe Gilbert, Moises Simons)
4. Zapata nañigo – 2:19 (Gilbert, Luis Barreiro, Jackson)
5. Boogie Woogie Cha Cha – 2:04 (Gilbert, Jackson)
6. No tengo por què (merengue) – 1:56 (Amsterdam?, Luis Barreiro)

Durata totale: 14:37

## Musicisti
- Luis Barreiro - conduttore musicale, contrabbasso
- Charlie Palmieri - pianoforte
- Eddie Costa - vibrafono, organo
- John Pacheko - flauto
- Don Lamond - batteria
- Jimmy La vaca Santiago - timbales
- Al Epstein - conga drum
- José Mangual - bongoes
- Ray Muñoz - utility percussion
- Jack Lewis - direttore musicale[1]